# Semiothisa delauta
Semiothisa delauta är en fjärilsart som beskrevs av Felder 1874. Semiothisa delauta ingår i släktet Semiothisa och familjen mätare. Inga underarter finns listade i Catalogue of Life.